# Iken
Pour l’article homonyme, voir Conrad Iken.
Iken est un village et une paroisse civile du Suffolk, en Angleterre. Il est situé près de l'estuaire de l'Alde (en), à une trentaine de kilomètres au nord-est de la ville d'Ipswich. Administrativement, il relève du district de East Suffolk. Au recensement de 2011, il comptait 101 habitants.

## Étymologie
Iken provient du vieil anglais Icanho désignant un promontoire ou une éminence (hōh) appartenant à un homme nommé *Ica, le -n constituant la marque du génitif. Il est attesté sous cette forme dans la Chronique anglo-saxonne, un texte compilé à la fin du IXe siècle.

## Histoire
En 654, le moine anglais Botwulf fonde un monastère à Icanho.